# Liste des maires de Romans-sur-Isère
Cet article dresse la liste par ordre de mandat des maires de la commune française de Romans-sur-Isère, située dans le département de la Drôme en région Auvergne-Rhône-Alpes.

## L'Hôtel de ville

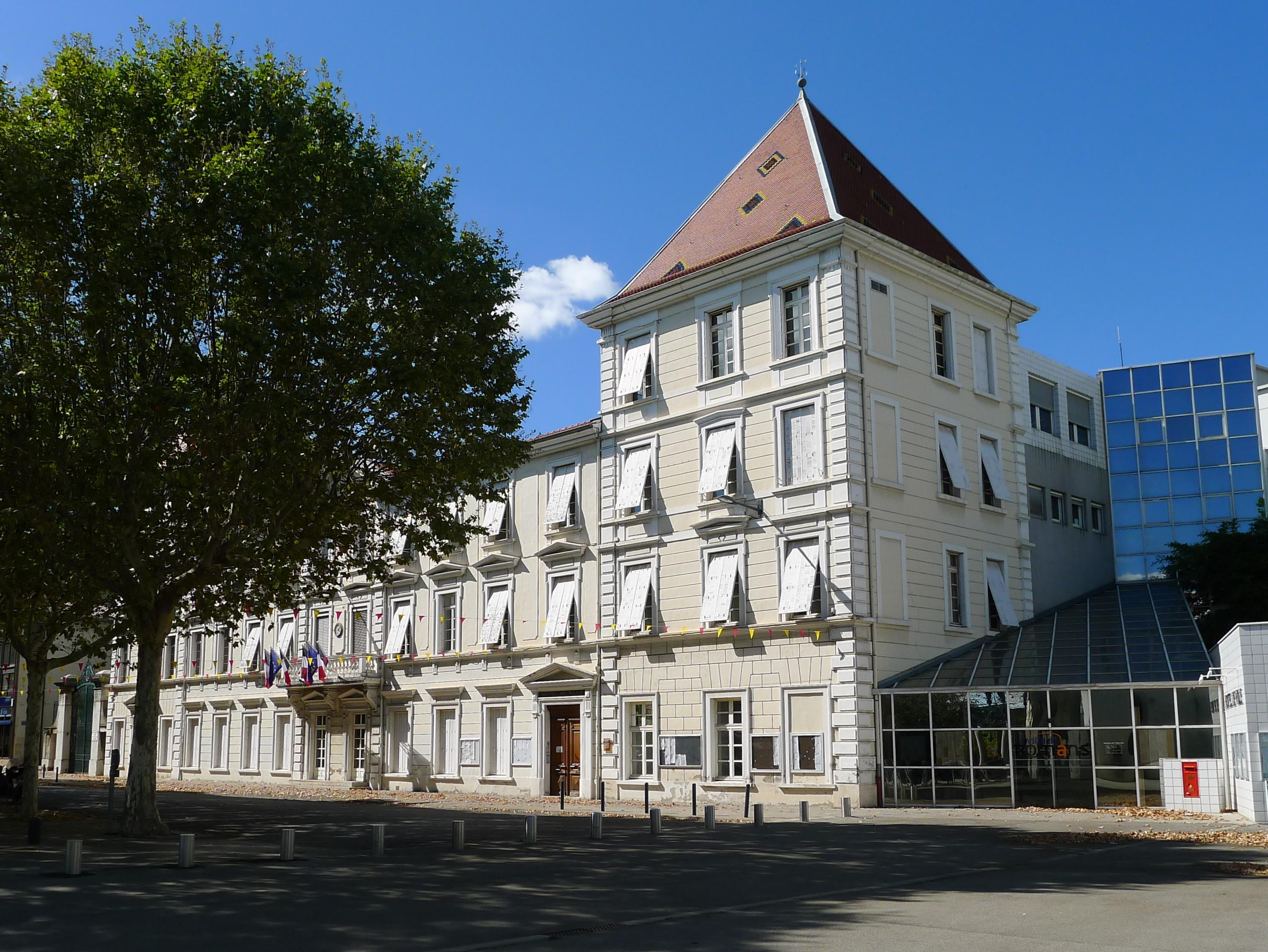
L'hôtel de ville de Romans-sur-Isère.

## Liste des maires

### Sous l'Ancien Régime
| Période                                  | Période | Identité                            | Étiquette | Qualité |
| ---------------------------------------- | ------- | ----------------------------------- | --------- | ------- |
| Les données manquantes sont à compléter. |         |                                     |           |         |
| 1748 (14 juin)                           |         | François Hours[source insuffisante] |           |         |
| 1752                                     |         | Jean-Antoine Péronnier              |           |         |
| 1755                                     |         | François Bonnot de Saint Marcellin  |           |         |
| 1768                                     |         | Charles-François Duvivier           |           |         |
| 1772                                     |         | Jacques-Charles de Préville         |           |         |
| 1777                                     |         | André Berlhe                        |           |         |
| 1780                                     |         | Jean-François Bernon                |           |         |
| 1783                                     |         | mr Brenier de Préville              |           |         |
| 1786                                     |         | Charles-Ferdinand de Gillier        |           |         |
| 1787                                     |         | mr de Delay d'Agier                 |           |         |

### De 1790 à 1944
| Période                    | Période   | Identité                              | Étiquette | Qualité                                                                                             |
| -------------------------- | --------- | ------------------------------------- | --------- | --------------------------------------------------------------------------------------------------- |
| 1790                       |           | Jean-Gabriel du Port-Roux             |           | |
| 1798                       |           | Louis Saint-Prix Enfantin             |           | |
| 1800                       |           | Ennemont Revol                        |           | |
| 1805 (13 mars)             |           | Jean-Baptiste Dochier                 |           | Magistrat, ancien député                                                                            |
| 1808 (28 mars)             |           | Paul-Gérard Giraud                    |           | |
| 1814 (24 janv.)            |           | Ferdinand-Marie-Camille Duvivier      |           | |
| 1815 (16 août)             |           | Gabriel Legentil                      |           | |
| 1825 (10 août)             | 1829      | Prosper-Louis Degros de Conflant      |           | |
| 1830 (14 mars)             |           | Charles-François-Bonnaventure Julhiet |           | |
| 1848 (11 mars)             |           | Maurice-Hypolite Rochas               |           | |
| 1850 (15 juill.)           |           | Eloy Bousson                          |           | |
| 1856 (3 nov.)              |           | Adolphe-Joseph-François de Chatte     |           | |
| 1860 (14 nov.)             |           | Joseph-Étienne Sibilat                |           | |
| 1866 (17 févr.)            |           | Antoine-Florent-Jean-Baptiste Cany    |           | |
| 1867 (11 déc.)             |           | Georges-Gabriel-Hypolite Lacour       |           | |
| 1870 (12 sept.)            |           | Casimir-Jean-Louis-Léon Lapierre      |           | |
| 1871 (7 mai)               |           | Joseph-Joachim Savoye                 |           | ancien ouvrier fabricant de bas, puis négociant conseiller d'arrondissement (1870)[réf. nécessaire] |
| 1874 (2 févr.)             |           | Léon-Henri Barracant                  |           | |
| 1876 (29 mai) (statut ?)   |           | Joseph-Joachim Savoye                 |           | |
| 1878 (18 févr.)            |           | Jean-Pierre-Jules Rivoire             |           | |
| 1881 (5 mars) (statut ?)   |           | Joseph-Joachim Savoie                 |           | |
| 1882 (1 févr.) (statut ?)  |           | François Pouzin                       |           | |
| 1882 (16 avr.) (statut ?)  |           | Julien-Régis Gignier                  |           | |
| 1884                       |           | Julien-Régis Gignier                  |           | maire sortant                                                                                       |
| 1888 (20 mai)              |           | Marius-Joseph Bonnet                  |           | |
| 1892 (15 mai)              |           | Pierre-Antoine Lacoste                |           | |
| 1896                       |           | Pierre-Antoine Lacoste                |           | maire sortant                                                                                       |
| 1899 (13 nov.) (statut ?)  |           | Jean-Adolphe-Antoine Figuet           |           | |
| 1900 (19 mai)              |           | Joseph Fénestrier                     |           | |
| 1900 (20 nov.) (statut ?)  |           | Jules Arlaud                          |           | |
| 1901 (4 juin) (statut ?)   |           | Alphonse-François Banc                |           | |
| 1901 (7 juill.) (statut ?) |           | Paul Roux                             |           | |
| 1904 (15 mai)              |           | Alfred Pinet                          |           | |
| 1907 (24 févr.) (statut ?) |           | Louis Collion                         |           | |
| 1907 (29 avr.) (statut ?)  |           | Ernest Jean                           |           | |
| 1907 (7 juin) (statut ?)   |           | Ernest-Eugène Gailly                  |           | |
| 1908                       |           | Ernest-Eugène Gailly                  |           | maire sortant                                                                                       |
| 1912                       |           | Ernest-Eugène Gailly                  |           | maire sortant                                                                                       |
| 1914 (29 sept.) (statut ?) |           | Jules Vernissat                       |           | |
| 1919 (1 juin)              |           | Ernest-Eugène Gailly                  |           | |
| 1919 (10 déc.) (statut ?)  |           | Jules Camille Victor Pomaret          |           | |
| 1925                       | 1928      | Jules Nadi[réf. nécessaire]           | SFIO      | |
| 1928 (18 mai) (statut ?)   |           | Ernest Bonnardel                      |           | |
| 1928 (8 nov.) (statut ?)   |           | Louis Collion                         | SFIO      | |
| 1929                       |           | ?                                     |           | |
| 28 mai 1931                | août 1944 | René Barlatier (1880-1955)            | URD       | Médecin Conseiller général de Romans-sur-Isère (1931 → 1940)                                        |

### Depuis la Libération
| Période           | Période                       | Identité                          | Étiquette              | Qualité |
| ----------------- | ----------------------------- | --------------------------------- | ---------------------- | --- |
| 24 août 1944      | 20 mai 1945                   | Roger Raoux, (1910-1994)          | SFIO app.              | Inspecteur des contributions indirectes, résistant |
| 20 mai 1945       | 1947                          | Paul Deval (1906-1988)            | Centre gauche          | Journaliste Député de la Drôme (1945 → 1946) |
| 15 septembre 1947 | 1947                          | Louis Robert                      |                        | |
| 6 octobre 1947    | 1947                          | Louis Hourdan                     |                        | |
| 26 octobre 1947   | 1955                          | Paul Deval (1906-1988)            | Centriste              | Journaliste Ancien député de la Drôme (1945 → 1946) Conseiller général de Romans-sur-Isère (1951 → 1964) |
| 27 octobre 1955   | 1955                          | Pierre Didier (1920-1977)         | Centre droit           | Agent d'assurances |
| 30 novembre 1955  | 1956                          | Honoré Mouton                     |                        | |
| 27 janvier 1956   | 1956                          | Pierre Didier (1920-1977)         | Centre droit           | Agent d'assurances |
| 8 février 1956    | 21 février 1956               | Maurice Michel                    |                        | |
| 21 février 1956   | 1956                          | Auguste Teyssier                  |                        | |
| 13 avril 1956     | 1976                          | Pierre Didier (1920-1977)         | RI                     | Agent d'assurances Député de la 3e circonscription de la Drôme (1962 → 1967) Conseiller général de Romans-sur-Isère (1964 → 1970)                                                                                             |
| 21 juin 1976      | 1977                          | Claude Payre                      |                        | |
| 13 août 1977      | 25 mars 1983                  | Georges Fillioud (1929-2011)      | PS                     | Journaliste Député de la 3e circonscription de la Drôme (1973 → 1986) Conseiller général de Romans-sur-Isère (1970 → 1973) Conseiller général de Romans-sur-Isère-1 (1973 → 1982)                                             |
| 25 mars 1983      | 16 juin 1990                  | Étienne-Jean Lapassat (1939-1990) | PS                     | Professeur de droit public à l'IEP de Grenoble Conseiller général de Romans-sur-Isère-2 (1973 → 1990) Décédé en fonction |
| 18 juin 1990      | 3 juillet 1990                | Bernard Piras (1942-2016)         | PS                     | Ingénieur agricole Adjoint faisant fonction de maire |
| 3 juillet 1990    | 9 juillet 2012                | Henri Bertholet, (1946- )         | PS                     | Professeur à l'École normale de Valence Député de la 4e circonscription de la Drôme (1997 → 2002) Président de la CC du Pays de Romans (1998 → 2000) Démissionnaire pour raison de santé                                      |
| 9 juillet 2012    | 5 avril 2014,                 | Philippe Drésin (1968- )          | PS                     | Président de la CA du Pays de Romans (2008 → 2014) |
| 5 avril 2014,     | En cours (au 26 janvier 2021) | Marie-Hélène Thoraval, (1966- )   | UMP, DVD puis Horizons | Responsable marketing Députée de la 4e circonscription de la Drôme (2010 → 2012) Conseillère régionale d'Auvergne-Rhône-Alpes (2015 → ) 1re vice-présidente de Valence Romans Agglo (2014 → ) Réélue pour le mandat 2020-2026 |